# ORCID
ORCID (Open Researcher and Contributor ID) とは科学者やその他学術著作者を一意的に識別するための非プロプライエタリ英数字コードである。ORCIDを用いることにより、個別の著者が科学文献や人文科学における出版物へ寄稿した際に、その人を特定できなくなってしまう問題を解決しようとしている。特に、ほとんどの人名は独自ではなく同姓同名の人がいたり、結婚や文化的事情などによって改名したり、ファーストネームのイニシャル（頭文字）表記使用、異なる文字の利用といった事情で一貫性をもたないなどの場合があるためである。ORCIDは人を対象とした永続的識別子を提供しており、これはデジタルネットワーク上のコンテンツを対象としたデジタルオブジェクト識別子(DOI)と類似のものとなっている。
ORCIDの管理団体は研究や学術出版における寄稿者識別のデファクトスタンダードになることを目的にオープンかつ独立したレジストリを提供している。2012年10月16日、ORCIDは自身のレジストリサービスを立ち上げ、ユーザー識別情報発行を始めた。

## 開発と立ち上げ
ORCIDは初め「Open Researcher Contributor Identification Initiative」として設立され、プロトタイプはトムソン・ロイターが自身のResearcherIDシステムで使用するために採用したソフトウェアを使って開発された。。登記は現在2010年8月設立の独立系非営利団体であるORCID, Inc.になっている。事務局長はローレル・ハークで2012年4月に就任している。ORCIDは自由に使用できて他のIDシステムと相互運用できる。2012年10月16日にレジストリサービスを立ち上げ、ユーザー識別情報の発行を開始した。かつてORCIDはURLで定義していて、例としてジョン・ウィルバンクスのORCIDはhttp://orcid.org/0000-0002-4510-0385となっていた。しかし、いくつかの出版社は"ORCID: 0000-0002-4510-0385"というような短縮形を使っている。
ORCIDは、国際標準化機構からISO 27729として定義されている国際標準名称識別子 (ISNI)のサブセットになっており、2つの団体は協力しあっている。ISNIは本、テレビ番組、新聞への寄稿者を一意的に識別し、0000-0001-5000-0007から0000-0003-5000-0001の範囲でORCIDが使う識別子のブロックを確保している。これにより個人がISNIとORCIDを両方、事実上ISNIを2つ持つことが可能になる。
ORCIDもISNIも識別子の文字数が16文字で、0から9までの数字と4つずつ分けるハイフンを使用している。最後の文字には「10」の数値を表すXを使用することができて（例としてニック・ジェニングスのORCIDはhttps://orcid.org/0000-0003-0166-248X）、ISO/IEC 7064:2003標準に準拠したMOD 11-2チェックディジットになっている。
架空の人物に適用されたORCIDアカウントもあり、ジョサイア・S・カーベリーのORCIDはhttps://orcid.org/0000-0002-1825-0097となっているがこれはテストや講習用のサンプルとして使用される。

## 使用
ORCIDの目的は「科学から常に増え続ける学術文献に埋もれた繋がりやアイデアを発見するために学術出版物を探索できる電子科学への移行」を支援することにあるが、各研究者に「簡素な出版一覧を遥かに超える科学寄稿の写真を提供する絶え間なく更新される『デジタル履歴書』」を提供する使用法も別に提示されている。このアイデアは他の組織が自身のサービスを構築する為にオープンアクセスのORCIDデータベースを使用できるようにするためにある。
ネイチャーの社説に科学者が論文を作成するときに追加のタグ付けとしてORCIDを使うことについて触れているが、「大学のブログポストのコメントや未公表のドラフト論文、ウィキペディアの記事編集その他多数を作成するのに役立つデータセットに割り当てることができる」と記述している。
2014年4月、ORCIDはConsortia Advancing Standards in Research Administration Informationとの共同作業で査読のために寄稿を記録し承認する作業の計画を発表した。

## 会員やスポンサー、登録者
2013年末時点で111の登録団体、46万人以上の登録者がいる。2014年11月15日、ORCIDは登録者が100万人に達したことを発表した。登録団体にはエルゼビア、シュプリンガー、ワイリー、ネイチャー・パブリッシング・グループが含まれる。その他、カリフォルニア工科大学、コーネル大学といった研究機関、トムソン・ロイターを含む営利企業、学会、慈善団体、ウェルカム・トラストが登録している。
2014年6月、ORCIDはアンディ・マベットをウィキペディアン・イン・レジデンスに任命した。

## 統合的組み込み

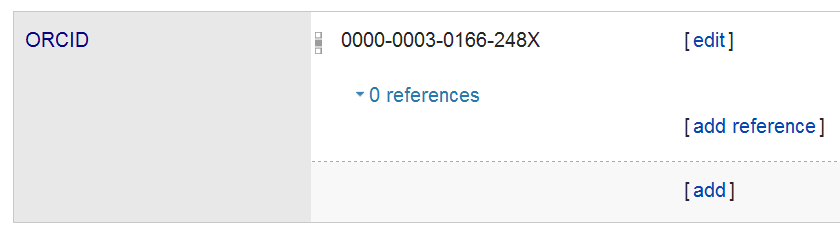
ウィキペディアにあるニック・ジェニングスの記事におけるORCID

登録者、スポンサー、ジャーナル、出版社、他のサービスに加えてワークフローやデータベースにもORCIDが含まれている。例として、The Journal of Neuroscience、シュプリンガー・パブリッシング、ヒンダウィ・パブリッシング・コーポレーション、Europe PubMed Central、国立情報学研究所の研究者リゾルバー、ウィキペディア、ウィキデータにORCIDが組み込まれている。
一部のオンラインサービスでもORCIDからデータをエクスポートやインポートするツールが作成されていて、Scopus、Figshareがそれにあたる。トムソン・ロイターもORCIDとResearcherID間でデータを相互交換できるようになっている。
サードパーティ製ツールでも他のサービスからORCIDへコンテンツを移行できるが、例としてODINによるDataCite対応ツールやMendeley2ORCIDによるMendeley対応ツールがある。
一部のORCIDデータはまたRDFとして取り出すことができる。